# Ёси Осунари
Ёси Осунари (яп. 乙成ヨシ; 17 декабря 1906 года — 26 января 2022 года) — японская долгожительница, возраст которой подтверждён Исследовательской группой геронтологии (GRG) и Группой LongeviQuest (LQ). На момент своей смерти она была 2-м по возрасту живым человеком в Японии после Канэ Танаки и 4-м по возрасту подтверждённым человеком в мире, а также на момент смерти она была 54-м старейшим человеком в истории. Ёе возраст составлял 115 лет 40 дней.

## Биография
Ёси Осунари родилась в Японии 17 декабря 1906 года. Она стала вторым по возрасту живым человеком в Японии (после Канэ Танаки) после смерти Сигеё Накати 11 января 2021 года.
27 июля 2021 года, в возрасте 114 лет, 222 дней. Осунари превзошла возраст Ёнэ Минагавы и стала вторым по возрасту жителем префектуры Фукуока после Канэ Танаки. Осунари была также последним живущим человеком, родившимся в 1906 году.
Ёси Осунари умерла в Омуте, префектура Фукуока, Япония, 26 января 2022 года в возрасте 115 лет и 40 дней. На момент своей смерти она была четвёртым по возрасту подтверждённым живым человеком в мире после Канэ Танаки, Люсиль Рандон и Теклы Юневич.

## Рекорды долгожителя
17 декабря 2022 года, Ёси Осунари стала 59-м человеком в истории отметившим 115-летие.